# Cardinal (jogador de futsal)
Fernando Alberto dos Santos Cardinal, (Porto, 26 de Junho de 1985), mais conhecido como Cardinal, é um jogador português de futsal que joga atualmente pelo Sporting Clube de Portugal.

## Palmarés
- 2 Ligas dos Campeões (2018/19, 2020/21)
- 4 Campeonatos Portugueses (2009/10, 2010/11, 2017/18, 2020/21)
- 5 Supertaças Portuguesas (2010/11, 2017/18, 2018/19, 2019/20, 2021/22)
- 5 Taças de Portugal (2010/11, 2017/18, 2018/19, 2019/20, 2021/22)
- 3 Ligas Espanholas (2013/14, 2014/15, 2015/16)
- 2 Taças do Rei de Espanha (2014/15, 2016/17)
- 2 Taças de Espanha (2014, 2016)
- 2 Supertaças de Espanha (2015/16, 2016/17)